# 瀬名快伸
瀬名 快伸（せな よしのぶ、1978年10月30日 - ）は、日本の映像作家、脚本家、小説家、声優、ソングライター、プロデューサー。

## 来歴
愛知県出身。高校を卒業後放送劇団を旗揚げ。オリジナルの放送劇（ラジオドラマ）の制作を開始する。当時は映画監督を目指して立ち上げた劇団だったが、脚本に始まり監督、声優としても活動。その理由として「現場はいつも予算がないから自分でやるしかなかった」と語っている。
その後上京。映像学校へ通い始める。そこで『神話の法則』の翻訳者である、ストーリーアナリストの岡田勲と出会い、映像や芸能の世界に足を踏み入れる事となる。
第3回日本映画エンジェル大賞で、原案・原作で佳作を受賞。受賞作は「アカペラ」。応募したのは当時のプロデューサーだったため、後日監督として名前がキネマ旬報に掲載される。
2011年に公開されたWEBアニメ印ストールの上社千景役でアニメ声優デビュー。監督/原作/脚本もこなしている。

## 受賞歴
2004年
- 第3回角川映画エンジェル大賞佳作受賞「アカペラ」/原案・企画立案[2]

2006年
- スクウェア・エニックス 少年ガンガンGI漫画賞、原作・脚本で奨励賞受賞[4]

2014年
- 第10回山形国際ムービーフェスティバル2014 短編アニメ映画『奇魂侍』山形県知事賞[5]

## 出版
- ケータイ小説『心のたった一秒』著[6]
- スクウェア・エニックス　フレッシュガンガン掲載「戒賊ロディー」原作・脚本[7]

## 出演作品

### テレビアニメ
2015年
- VAMPIRE HOLMES（ホームズ[8]）

2016年
- 猫も、オンダケ（恩田拓士[9]、堂ヒロミ）

### 劇場アニメ
2014年
- 奇魂侍（珀[10]）

2020年
- 君は彼方

### Webアニメ
2011年
- 印ストール（上社千景[11]）

2018年
- 刹界エイトレイド（弥原アスマ[12]）

### アニメCM
2012年
- ドラマCD『ルイの魔裁判』PV（ルイ[13]）

### 動画
2017年
- バンダイナムコエンターテインメントYouTube公式チャンネル内番組「アニメごはん」（ハム☆キチ[14]）

### アプリ
2013年
- 絵本アプリ『歩き屋フリルとチョコレートきしだん』（ナレーション[15]）

2014年
- 脱出推理アプリ
  - 『VAMPIRE HOLMES〜マリヴェルト疾走事件〜』（ホームズ[8]）
  - 『VAMPIRE HOLMES〜神奈川県庁舎から脱出〜』（ホームズ、バルディ[8]）

2015年
- 脱出推理アプリ
  - 『VAMPIRE HOLMES〜紙芝居からの脱出〜』（ホームズ[8]）
  - 『VAMPIRE HOLMES〜ホームズから脱出〜』（ホームズ[8]）
  - 『VAMPIRE HOLMES〜マリヴェルト疾走事件 完結編〜』（ホームズ[8]）
  - 『VAMPIRE HOLMES〜アマンダの配列〜』（ホームズ[8]）
  - 『VAMPIRE HOLMES〜ハンレット忘却曲線〜』（ホームズ[8]）
    - VAMPIRE HOLMESのアニメ主題歌を担当した玉置成実とのコラボアプリ

  - 『VAMPIRE HOLMES〜盲目の絵画〜』（ホームズ[8]）
  - 『VAMPIRE HOLMES〜情熱カーニバル〜』（ホームズ[8]）
    - 芸人のこにわとのコラボレーションアプリ

  - 『VAMPIRE HOLMES×パックマン〜星屑の救世主〜』（ホームズ[8]）
    - バンダイナムコエンターテインメントのゲーム「パックマン」とのコラボレーションアプリ

2016年
- 脱出推理アプリ
  - 『VAMPIRE HOLMES ×ワルキューレの冒険 〜時の鍵と神の子〜』（ホームズ[8]）
    - ＊バンダイナムコエンターテインメントのゲーム「ワルキューレの冒険」とのコラボレーションアプリ

  - 『VAMPIRE HOLMES〜ブランコとサイコ〜』（ホームズ[8]）

2017年
- 恋愛シミュレーションアプリ『ドルアーガの塔 Tower of Defender』（セリル[16]）

2018年
- RPGアプリ『キヲクロスト』 （笹塚シン[17]）

### ドラマCD
2012年
- ルイの魔裁判（ルイ[18]）
- ルイの魔裁判2（ルイ[19]）

2013年
- 死選組～あやかし雪月花～ ―死選組誕生編―（徳川新之助[20]）

2014年
- ロイヤルフラワー～三泊四日!素敵な王子様になる講座～（ルシア[21]）
- 持ち運び彼氏 Vol.1（波多野 殊樹[22]）

2015年
- 通勤彼氏Vol.2 〜車通勤〜（御神楽千隼[23]）

2017年
- 翼の十字軍 ～【好き】を言えない世界で【好き】を～（高杉リュウ[24]）

2018年
- 大国チートなら異世界征服も楽勝ですよ？〜グロリア帝国戦勝記念特別ラジオ〜（マサト・ホウライ[25]）※ラジオドラマのCD化

### テレビ番組
2013年
- テレビ東京「ドリーム²クリエイター」（7月11日放送）

2014年
- アニメ情報バラエティ「アニメON!」 #34

### オーディオブック
2016年
- 田中芳樹初期短篇小説「死海のリンゴ」朗読

### ラジオドラマ
2018年
- 大国チートなら異世界征服も楽勝ですよ?（マサト[26]）

2019年
- 西野 〜学内カースト最下位にして異能世界最強の少年〜（マーキス[27]）

### イベント
2014年
- 2.5じげんネ申祭り2014　声優トークショー[28]

## 原作/脚本

### 漫画
2008年
- スクウェア・エニックス　フレッシュガンガン掲載「戒賊ロディー」原作・脚本[7]

2015年
- 極上探偵活劇 Mr.PREMIUM　原作（原案：日本コカ・コーラ「ジョージア・ザ・プレミアム」/漫画：伯林）[29]
  - 日本コカ・コーラ「ジョージア・ザ・プレミアム」TV CMとの連動漫画
- ジョージア誕生物語〜働く男の情熱〜　 原作（漫画：大関詠嗣）[30]
  - 日本コカ・コーラ「ジョージア」40周年記念漫画

2016年
- VAMPARE HOLMES-EXROSARY- 原作/脚本

2017年
- ドルアーガの塔 Tower of Defender

### アニメ
2011年
- 印ストール[11]

2018年
- 刹界エイトレイド[12]

### 短編アニメ映画
2014年
- 奇魂侍（珀[31]）

### アプリ
2012年
- 死選組～あやかし雪月花～ [16]

2013年
- 絵本アプリ『歩き屋フリルとチョコレートきしだん』[15]

2014年
- ロイヤルフラワー[32]
- 脱出推理アプリ
  - 『VAMPIRE HOLMES』[33]
  - 『VAMPIRE HOLMES〜神奈川県庁舎から脱出〜』[33]

2015年
- 脱出推理アプリ
  - 『VAMPIRE HOLMES〜紙芝居からの脱出〜』[33]
  - 『VAMPIRE HOLMES〜ホームズから脱出〜』[33]
  - 『VAMPIRE HOLMES〜マリヴェルト疾走事件 完結編〜』[33]
  - 『VAMPIRE HOLMES〜アマンダの配列〜』[33]
  - 『VAMPIRE HOLMES〜ハンレット忘却曲線〜』[33]
    - ＊VAMPIRE HOLMESのアニメ主題歌を担当した玉置成実とのコラボ・アプリ

  - 『VAMPIRE HOLMES〜盲目の絵画〜』[33]
  - 『VAMPIRE HOLMES〜情熱カーニバル〜』[33]
    - ＊芸人のこにわとのコラボレーションアプリ

  - 『VAMPIRE HOLMES×パックマン〜星屑の救世主〜』[33]
    - ＊バンダイナムコエンターテインメントのゲーム「パックマン」とのコラボレーションアプリ

2016年
- 脱出推理アプリ
  - 『VAMPIRE HOLMES ×ワルキューレの冒険 〜時の鍵と神の子〜』[33]
    - ＊バンダイナムコエンターテインメントのゲーム「ワルキューレの冒険」とのコラボレーションアプリ

  - 『VAMPIRE HOLMES〜ブランコとサイコ〜』[33]

2017年
- 恋愛シミュレーションアプリ『ドルアーガの塔 Tower of Defender』[16]

2018年
- RPGアプリ『キヲクロスト』[17]

### ドラマCD
2012年
- ルイの魔裁判[34]
- ルイの魔裁判2[35]

2013年
- 死選組～あやかし雪月花～ ―死選組誕生編―[20]

2014年
- ロイヤルフラワー～三泊四日！素敵な王子様になる講座～[36]

## 映像関連

### アニメ監督
- Zifam（Mega3）アニメーションTV CM
- MIKKOコーヒー CM
- 神奈川県警察「高齢者交通事故防止広報動画」
- ALiCE IN UNDERGROUND アニメPV

2016年
- 猫も、オンダケ

2018年
- 刹界エイトレイド

2020年
- 君は彼方

### 映像
2007年
- 厚生労働省主催RED RIBBON LIVE2007／企画・制作

2008年
- 厚生労働省主催RED RIBBON LIVE2008／企画・映像ディレクター（[37]）
- エイズ予防財団CM手記、中嶋朋子「HIVと生きるという事」／監督
- 厚生労働省主催RED RIBBON LIVE2008  HIV検査にいこう／企画・映像ディレクター

2009年
- 厚生労働省主催RED RIBBON LIVE2009／企画・映像ディレクター
- 厚生労働省主催RED RIBBON LIVE2009  Spring～HIV検査にいこう／企画・映像ディレクター（[38]）
- エイズ予防財団CM手記、中嶋朋子「HIVと生きるという事」／監督
- エイズ予防財団CM「RadioLemon」／監督
- エイズ予防財団CM「アメリカザリガニ編」／監督
- エイズ予防財団CM「TKO編」／監督
- エイズ予防財団CM「安田大サーカス編」／監督
- エイズ予防財団CM「愛のかたち」／監督
- ホテルメトロポリタン　メトロポリンタンウエディングキャンペーンPV「キセキ」/監督

### DVD
2006年
- （株）日産 recocars selestion/監督

『recocars selestion』（ブックレット）有限会社 蒼天（原著2006年）。EXED-32001。
- RV協会THE CAMPING CARS/編集

『THE CAMPING CARS』（ブックレット）有限会社 EXインダストリー（原著2006年）。ENFD-7017。
2007年
- 超!! カスタム“カブ”ワールド/撮影

『超!! カスタム“カブ”ワールド』（ブックレット）株式会社イーネット・フロンティア（原著2007年）。ENFD-7023。
- カラオケ上達DVD初級編/撮影

『カラオケの達人 初級編』（ブックレット）株式会社イーネット・フロンティア（原著2007年）。ENFD-7031。
- カラオケ上達DVD中級編/撮影

『カラオケの達人 中級編』（ブックレット）株式会社イーネット・フロンティア（原著2007年）。ENFD-7032。
- カラオケ上達DVD上級編/撮影

『カラオケの達人 上級編』（ブックレット）株式会社イーネット・フロンティア（原著2007年）。ENFD-7033。

## 音楽

### CD
| 発売日         | タイトル                             | 収録曲                                            | 規格品番       |
| -------------- | ------------------------------------ | ------------------------------------------------- | -------------- |
| 2004年1月21日  | 近い彼方                             | 近い彼方                                          | ARMG-305       |
| 2004年9月1日   | Rock Shock                           | 君という世界の中心に、Ever Green、Road to Horizon | DAKAREM-14901  |
| 2008年3月31日  | コンピレーションアルバム「MIXSSIM」  | Cold Prison                                       | AREM-18331     |
| 2008年12月17日 | コンピレーションアルバム「MIXSSIM2」 | 鳴いてないで抱いてダンデライオン                  | DAKAREM-181217 |
| 2009年7月30日  | コンピレーションアルバム「MIXSSIM3」 | Futurist                                          | LPMR-90730DK   |

### ダウンロード
| 発売日        | タイトル | 備考                       |
| ------------- | -------- | -------------------------- |
| 2012年6月27日 | 解放区   | アニメ「印ストール」主題歌 |

### 提供
2014年
- 倉羽俊彰「キズナ傷」（「死選組〜あやかし雪月花〜-死選組誕生編-」主題歌）/作詞提供

2015年
- 玉置成実「Everlasting Love」（アニメ「VAMPIRE HOLMES」 主題歌）/作詞・作曲[14]

## ライブ関連
2014年
- 2.5じげんネ申祭り2014　総合プロデュース